# Времен
Времен (нем. Wremen, н.-нем. Wreem) — посёлок в Германии, земля Нижняя Саксония, район Куксхафен, коммуна Вурстер-Нордзекюсте. До 2015 года был самостоятельной общиной в составе союза общин Ланд-Вурстен.
Население составляет 1944 человека (на 2017 год). Занимает площадь 25,16 км². Расположен в историческом регионе Вурстен, известен как курорт на берегу Северного моря.